# Regne de Württemberg
El Regne de Wurtemberg (Königreich Württemberg) fou un estat del sud-oest de l'actual Alemanya vigent entre 1806 i 1918. Actualment el seu territori forma part del Land alemany de Baden-Württemberg.

## Història
L'estat es va formar com a regne independent encapçalat per Frederic I de Württemberg per la intervenció de Napoleó Bonaparte l'1 de gener del 1806 a conseqüència de la Tercera Coalició a partir de l'antic Ducat de Württemberg, conegut també com a Altwürttemberg (Antic Würtenberg), al qual s'havien annexionat territoris a l'est i al sud durant les recents secularitzacions (Reichsdeputationshauptschluss) i el Tractat de Presburg.
El 1806 s'hi incorporà Hohenlohe-Langenburg, un territori sobirà en format de comtat i després en forma de principat ubicat a l'actual land de Baden-Württemberg, a l'entorn de la ciutat de Langenburg. L'any 1701 fou elevat a la categoria de principat i l'any 1806 fou incorporat al Regne de Württemberg. La Casa de Hohenlohe es mantingué al costat dels protestants i fou molt vinculada a les més importants famílies reials europees. Així, descendeixen de la família Hohenlohe-Langenburg els principals monarques europeus Sofia de Grècia, Constantí II de Grècia, Felip d'Edimburg o Carles XVI Gustau de Suècia.
Va formar part de la Confederació del Rin (1806-1813) i de la Confederació Germànica (1815-1866). Després de la Guerra francoprussiana (1870-1871) es va integrar a l'Imperi Alemany com a estat membre.
El 1850 el Regne de Wurtemberg va esdevenir un dels primers estats alemanys a disposar d'un segell postal.
El regne va deixar d'existir oficialment quan el rei Guillem II de Württemberg es va veure forçat a abdicar el 30 de novembre del 1918.
Durant l'Alemanya Nazi el règim va considerar que tot el territori pertanyent al desaparegut regne formava part de Suàbia.

## Geografia
L'antic Regne de Wurtemberg en les seves fronteres del 1813 estava situat entre 47° 34′ i 49° 35' latitud nord i entre 8° 15′ i 10° 30' longitud. La seva major extensió de nord a sud era de 225 km i d'oest a est 160 km. Les fronteres tenien una longitud total de 1.800 km. La superfície total de l'estat era de 19.508 km².
A l'oest Wurtemberg limitava amb el Regne de Baviera, al nord i a l'oest amb el Gran Ducat de Baden (o Baden) i al sud amb els petits principats dels Hohezollern. Aquests últims passarien a Prússia l'any 1850. Al sud-est, el llac de Constança separava al regne de Suïssa. En el tram fronterer amb Baden, hi havia diversos enclavaments, exclavaments i diverses particularitats territorials heretades de l'ordre feudal. Gràcies a l'exclavament de Wimpfen compartia també frontera amb el Gran Ducat de Hessen.